# El caso está cerrado, olvídelo
El caso está cerrado, olvídelo es una coproducción italo-francesa dirigida en 1971 por Damiano Damiani.
La película está basada en la novela de Leros Pittoni Tante sbarre. La corrupción de los sistemas penitenciarios es la denuncia que Damiano Damiani ofrece en esta dura crítica, en una película magníficamente interpretada por Franco Nero y con una banda sonora de excepción a cargo del maestro Ennio Morricone.

## Sinopsis
El joven arquitecto Vanzi, a pesar de lo dudoso del caso y de no saber si es realmente responsable, es encarcelado bajo la acusación de homicidio involuntario y de no ofrecer auxilio en un accidente de carretera. El contacto con sus compañeros de celda, el acoso, la violencia, la dureza y los métodos de represión de los guardias le producen un fuerte abatimiento. Mientras espera ansioso su liberación descubre que también en la cárcel es necesario el dinero para obtener protección por parte de los poderosos. 
Vanzi conoce a un individuo, cabecilla mafioso de la cárcel, involucrado con una serie de personas influyentes en un grave delito. Todas esas personas se encuentran amenazadas por las pruebas incriminatorias que posee Pesenti, el compañero de celda de Vanzi. A este se le cambia de celda, de este modo se pondrá en marcha la maquinaria pensada para hacer que el asesinato de Pesenti parezca un suicidio. Vanzi se verá obligado a observar, impotente, el atroz crimen, con la complicidad del mismo jefe de los guardias. Vanzi intenta dar a conocer la verdad, pero finalmente, se da cuenta de que su liberación está condicionada, por el apoyo incondicional de la tesis del suicidio.